# Estatua de la Igualdad (Ramanuja)
La Estatua de la Igualdad (también conocida como Estatua de Ramanuja) es una estatua del vaishnavaíta Ramanuja del siglo XI, ubicada en las instalaciones de Chinna Jeeyar Trust en Muchintal, aldea india a 36 km de Hyderabad. Es la segunda estatua sentada más alta del mundo. El proyecto de construcción de la estatua fue conceptualizado por el fideicomiso para conmemorar los 1.000 años desde el nacimiento de Ramanuja.

## Diseño y construcción de la estatua
En 2014, al asceta Chinna Jeeyar se le ocurrió la idea de conmemorar el 1000 aniversario de las enseñanzas de Ramanuja construyendo una estatua. La planta baja tiene 6.000 metros cuadrados y representa la vida y la filosofía de Ramanuja. El templo, destinado al culto diario, está ubicado en el segundo piso y mide 27.870 metros cuadrados. El tercer piso, de 1.365 metros cuadrados, incluye una biblioteca digital védica y un centro de investigación. Se planeó un teatro Omnimax en forma de planetario con historias de vida de Ramanuja. Se diseñaron 14 modelos según Agama Shashtra y Shilpa Shastras. Se preseleccionaron 3 modelos y se realizaron mejoras utilizando tecnología de escaneo 3D.
Fue nombrada "Estatua de la Igualdad" por el fideicomiso.
La estatua se construyó con un costo estimado de ₹1.000 (US$ 130.000.000), que se recauda principalmente de las donaciones de los devotos.
Chinna Jeeyar colocó la primera piedra de la estatua. Se esperaba que la estatua estuviera lista para noviembre de 2017 y luego revisada para febrero de 2019. Aerosun Corporation, una empresa con sede en Nanjing, fue contratada en agosto de 2015 para la construcción de la estatua. El modelo de diseño final fue escaneado en 3D y enviado a Aerosun Corporation para su construcción. Se utilizaron 700 toneladas de panchaloha, una aleación de cinco metales de oro, plata, cobre, latón y zinc para construir la estatua. Fue construido en China y luego enviado en 1600 piezas individuales a la India a través del puerto de Chennai en 54 envíos. Alrededor de 60 especialistas chinos, incluidos trabajadores, ingenieros y soldadores, ensamblaron los segmentos en el sitio. El montaje avanzó durante 2017 y 2018, tardó 15 meses en completarse y se montó en el sitio de Muchintal, Hyderabad. Aerosun Corporation otorgó una garantía de 20 años por el tono dorado de la estatua. 
El edificio base debajo de la estatua llamada Bhadravedi tiene 54 pies (16 m) de altura y tres pisos de altura. Encima del edificio se encuentra un loto de 27 pies (8,2 m) de diámetro, y es llevado por 36 elefantes, sobre los cuales se sienta la estatua. La dimensión de 27 pies del loto representa 24 tattvas, y los 3 restantes representan el alma, dios y el gurú. La estatua tiene un núcleo de hormigón que está rodeado por una lámina de panchaloha con un espesor que varía entre 10 mm y 20 mm. El edificio base tiene una sala de meditación donde está instalada una estatua de 54 pulgadas (1,4 m) de Ramunuja hecha de 120 kg de oro, que representa los años que vivió. 108 Divya Desams (templos modelo), construidos en piedra, rodean la estatua.
La estatua fue inaugurada por el primer ministro indio Narendra Modi el 5 de febrero de 2022. La estatua dorada más pequeña dentro del edificio de la base fue inaugurada por el presidente Ram Nath Kovind el 13 de febrero de 2022.

## Características
La Estatua de la Igualdad es la segunda estatua sentada más alta del mundo. El edificio base alberga una biblioteca digital védica, un centro de investigación, textos hindúes antiguos, un teatro y una galería. Las obras de Ramanuja se presentan en la galería.